# Луї Блан
Луї́ Блан  (фр. Louis Blanc; *29 жовтня 1811 — †6 грудня 1882) — представник французького утопічного соціалізму, діяч революції 1848, історик.
Вів активну видавничу діяльність, був головним редактором журналів «Бон санс» (1837), «Ревю де прогрі» (1939-1942), «Ревю індепандант» (1841- 1848).
Блан був переконаний, що інтереси фабрикантів і найманих робітників насправді багато в чому збігаються, варто лише знайти правильний спосіб організації їхньої спільної праці. Таким способом сам Блан вважав виробничі асоціації. Капітал для їхнього створення він
пропонував надати підприємцям або ж державі, а внеском робітників вважати працю. Блан сподівався, що поступово виробничі асоціації утвердяться в усіх галузях промисловості і тим самим облаштують їх на соціалістичних засадах.
Блан розглядав як надкласову організацію і відкидав класову боротьбу, як рушійну силу суспільного прогресу. Вважаючи що, конкуренція є основним злом у розвитку французького суспільства, він казав: «свобода підприємництва й конкуренції — це свобода померти».
Під час революції 1848 увійшов до Тимчасового уряду і очолив Люксембурзьку комісію. До Червневого повстання паризьких робітників 1848 Блан поставився негативно.
В 1848—70 перебував в еміграції. Обраний до Національних зборів 1871, Блан лишився на боці версальців.
Історичні праці Блана: п'ятитомна «Історія десяти років - 1830-1840», 12-томна «Історія французької революції», «Історія революції 1848 р».